# Cantó de Tarba-3
El cantó de Tarba-3 és un cantó francès del departament dels Alts Pirineus, situat al districte de Tarba. Compta amb una part del municipi de Tarba.

## Història
| Data d'elecció                           | Identitat          | Partit | Qualitat |
| ---------------------------------------- | ------------------ | ------ | -------- |
| 1988-2001                                | Raymond Erraçarret | PCF    |          |
| 2001-                                    | Frédéric Laval     | PS     |          |
| les dades anteriors no són pas conegudes |                    |        |          |
|                                          |                    |        |          |